# Xiaomi SU7
La Xiaomi SU7 (cinese: 小米SU7) è la prima auto elettrica sviluppata dalla cinese Xiaomi Auto e prodotta da marzo 2024 in collaborazione con BAIC Group.
L'SU7 è disponibile in tre versioni, ovvero SU7, SU7 Pro e SU7 Max. In cinese, "SU" "速" significa "veloce".

## Storia
La società Xiaomi Automobile è stata fondata nel 2021, con sede nella zona di sviluppo economico e tecnologico di Pechino.  Xiaomi ha ricevuto il permesso di produrre veicoli dalla Commissione nazionale cinese per lo sviluppo e la riforma nell'agosto 2023.
Il 28 dicembre 2023 il modello SU7 è presentato ufficialmente durante una conferenza stampa. Il lancio ufficiale avviene a marzo 2024, in tre versioni differenti. L'autonomia massima dichiarata è di 830 km nel ciclo CLTC.

## Descrizione
La berlina è dotata di sospensioni pneumatiche con ammortizzatori adattivi, griglia a serranda attiva e alettone posteriore attivo con quattro livelli di regolazione. L'azienda sostiene che il coefficiente di resistenza aerodinamica dell'SU7 è il più basso al mondo, pari a soli 0,195.
L'SU7 è costruito su una nuova architettura elettrica chiamata “Modena” da 800 volt con una tensione massima di 871 volt ed è dotato di batteria da 101 kWh. La versione base a trazione posteriore monta un motore chiamato “V6” da 295 cavalli mentre il SU7 Max monta due motori per un totale di 664 cavalli.La velocità massima è limitata a 210 km/h per il modello base e 265 km/h per il più potente SU7 Max.